# Щуров Олександр Сергійович
Олекса́ндр Сергі́йович Щуров — солдат, Збройні сили України, учасник російсько-української війни.

## Короткий життєпис
Народився в Кураховому, виріс у Енергодарі.
Мобілізований в Енергодарі у кінці січня 2015-го. Стрілець-номер обслуги, 95-а окрема аеромобільна бригада.
5 травня 2015-го загинув поблизу Авдіївки — БТР підірвався на фугасі, закладеному терористами. Тоді ж загинули сержант Василь Миханюк, солдати Олександр Мялкін та Микола Мартинюк.
Без Олександра залишилися батьки. Похований в Енергодарі.

## Нагороди
За особисту мужність і героїзм, виявлені у захисті державного суверенітету та територіальної цілісності України, вірність військовій присязі під час російсько-української війни, відзначений — нагороджений
- 27 червня 2015 року — орденом «За мужність» III ступеня.
- орденом «За заслуги перед Запорізьким краєм» III ступеня, посмертно (розпорядження голови обласної ради від 27.11.2017 № 514-н)[1]